# Polystachya biteaui
Polystachya biteaui är en orkidéart som beskrevs av P.J.Cribb, la Croix och Tariq Stévart. Polystachya biteaui ingår i släktet Polystachya och familjen orkidéer.
Artens utbredningsområde är São Tomé. Inga underarter finns listade i Catalogue of Life.